# Jerzy Tolak
Jerzy Tolak (ur. 24 września 1952) – polski menedżer muzyczny, jeden z największych w Polsce kolekcjonerów płyt i rzeczy dotyczących zespołu The Beatles.
Autor książki The Beatles – tak było, wydanej w 1992 roku w Warszawie nakładem wydawnictwa RING. W swojej karierze menedżerskiej opiekował się m.in. Justyną Steczkowską, Eweliną Flintą i zespołem Republika (do końca istnienia zespołu).